# Željko Šestić
Željko Šestić (Zagreb, 30. ožujka 1965.) je hrvatski kazališni, televizijski i filmski glumac.

## Filmografija

### Televizijske uloge
- "Na granici" kao doktor (2019.)
- "Rat prije rata" kao potpukovnik Knežević (2018.)
- "Zlatni dvori" kao Tomislav (2017.)
- "Kud puklo da puklo" kao inspektor Križanac (2015. – 2016.)
- "Larin izbor" kao Marko Gaćina (2012.)
- "Dnevnik plavuše" kao vlasnik oftamološke klinike (2010.)
- "Odmori se, zaslužio si" kao policajac (2010.)
- "Dolina sunca" kao župan Rogić (2009. – 2010.)
- "Sve će biti dobro" kao Davor Šestan (2008.)
- "Zakon ljubavi" kao Marinko Minić (2008.)
- "Bitange i princeze" kao Đoni (2008.)
- "Ponos Ratkajevih" kao Milivoj Vidmar (2007. – 2008.)
- "Urota" kao Marko Crnić (2007.)
- "Zabranjena ljubav" kao Bruno Majetić (2006. – 2007.)
- "Obični ljudi" kao gdin. Latin (2006.)
- "Balkan Inc." kao Lepi (2006.)
- "Villa Maria" kao Zigimund "Ziga" Brežec (2004.)

### Filmske uloge
- "Winnetou & Old Shatterhand" kao Pole Czeslaw (2016.)
- "Duga mračna noć" (2004.)
- "Četverored" kao partizan #2 (1999.)
- "Mrtva točka" (1995.)
- "Đuka Begović" kao Joso (1991.)
- "Born to Ride" kao vojnik #2 (1991.)
- "Sokol ga nije volio" kao Moča (1988.)

### Sinkronizacija
- "Domaća ekipa" kao Jamie (2022.)
- "Petar Zecimir: Skok u avanturu" kao krojač Gloucestera (2021.)
- "Pokemoni Film – Tajne džungle" kao gradonačelnik (2021.)
- "Vivo" kao ljuti vozač (2021.)
- "Zmaj iz čajnika" kao policajac, Buckley i konobar (2021.)
- "Skejterica" kao Vishwanath (2021.)
- "Dan za Da" kao g. Chan (2021.)
- "Spasioci iz Malibua" kao g. Rathbone (2020.)
- "Benji" kao Sam King (2020.)
- "Pustolovine Kida Opasnog" kao Trent Overunder (2020.)
- "Viteška družina" kao čarobnjak Hogancross (2018.)
- "Akademija za vještičje" kao Agamemnon (2017.)
- "Majstor Mato" kao gospon Peh (2017. – 2020.)
- "Vještičji načini" kao Agamemnon (2017.)
- "Prste(n) k sebi" kao gospon Fraz (2016.)
- "Kuća obitelji Glasnić" kao policajac, Karlo, sudac (2016.)
- "Top Cat: Mačak za 5" kao baka Peh (2016.)
- "Promjena igre" kao Andrej Samić (2016.)
- "Sezona lova: Lud od straha" kao policajac #1 (2016.)
- "Violetta" kao Pablo Galindo (2015. – 2017.)
- "Pustolovine hrabrog pjetlića" kao Willy (2015.)
- "Sofija Prva" kao Cedric (2013. – 2015.)
- "Henry Opasan" kao Trent Overunder (2015. – 2020.); Jack Frittleman i Pčelar (2019.)
- "Pobuna letećih majmuna" kao Strašilo (2015.)
- "Sam i Cat" kao Robbie Shapiro (2014.)
- "Super špijunke" kao producent (2013.)
- "Sanjay i Craig" kao Sanjay Patel (2013. – 2016.)
- "Nicky Deuce" kao Bobby Eggs (2013.)
- "Pipi Duga Čarapa: Pipi se ukrcava" (2012.)
- "Mr. Moon" kao gdin. Mjesec (2010.)
- "Čudovišta iz ormara" kao Smitty (2009.)
- "Život buba" kao Rol (2008.)
- "101 dalmatinac" kao narednik Tibs (2008.)
- "Osmjehni se i kreni! i čađa s dva Plamenika" kao Norves (2007.)
- "Kronike iz Narnije: Lav, vještica i ormar" kao profesor (2006.)
- "Znatiželjni George" kao taksist, žena u muzeju, radnik za kontrolu životinja i Phil (2006.)
- "Ples malog pingvina" kao muški pingvin #2, starješina #4, čovjek #2 i čovjek #6 (2006.)
- "Garfield 2: Priča o dvije mačke" kao Bolero (2006.)
- "Auti" i "Auti 3" kao Rusty Rust-Eze (2006., 2017.)
- "Zov divljine" kao Karlo (2006.)
- "Dama i Skitnica" kao dabar (2006.)
- "Čarobni mač" kao kralj Arthur (1999.)
- "Pustolovine braće Kratt" kao Zach
- "Heroji u gradu" kao Stanko i drugi
- "Kung fu Panda: Legende o fenomentastičnom" kao Ždral
- "Soli i Mo" kao Soli
- "Dora istražuje" kao sova
- "T.U.F.F. Puppy" kao Francisco
- "Victorious" kao Robbie Shapiro, David Vega i ravnatelj Eikner (1. sezona)
- "Umizoomi" kao Bot
- "Big Time Rush" kao Gustavo Rocque
- "Casper u školi strave" kao Ra
- "Animanijaci" kao Wakko
- "Pingvini s Madagaskara" kao Private
- "Poštar Pat: Posebna dostava" kao Pat Clifton
- "Spužva Bob Skockani" kao Lovro Jastog (NET sinkronizacija)
- "iCarly" kao Lewbert Sline, djed Shay
- "Čudnovili roditelji" kao Cosmo
- "Pisma od Felixa" kao Felix i Julius
- "Nove pustolovine Winnieja Pooha" kao praščić
- "Tom i Jerry" kao Henry
- "Patoruzito" kao Jeremija
- "DI-GATA" kao Erik

## Vanjske poveznice
- Željko Šestić u internetskoj bazi filmova IMDb-u (engl.)
- Stranica na Poznati.net  Arhivirana inačica izvorne stranice od 18. veljače 2009. (Wayback Machine)